# Copa Bionaire
Copa Bionaire — профессиональный женский теннисный турнир. Играется на открытых кортах с грунтовым покрытием.
Соревнования проводятся в колумбийском городе Кали в конце зимы, предваряя турнир WTA в Боготе.

## История турнира
Турнир изначально организован в 2007 году, как часть мелких региональных соревнований ITF в южноамериканском регионе. Первое соревнование проведено в Боготе в августе.
C 2008 года турнир переведён в Кали и стал проводиться в начале февраля.
С ростом (начиная с 2009 года) призового фонда, турнир включён в своеобразную грунтовую серию соревнований в Латинской Америке в феврале. Состав турнира становиться более представительным — в Кали приезжают игроки первой сотни одиночного рейтинга. Так первой ракеткой турнира-2011 являлась 63-я ракетка мира Аранча Парра Сантонха.
В 2013 году статус и призовой фонд турнира были снова повышены, он перешел в WTA 125K series. Рост статуса особо не сказалось на представительстве в турнире игрок Top100, поскольку соревнование вплотную следовало за играми очередной стадии Кубка Федерации.
Среди местных спортсменов наибольший успех на счету Марианы Дуке-Мариньо и Каталины Кастаньо, по разу игравших в одиночном финале (в 2009 и 2013 годах), а также взявших вместе один парный титул.
За первые шесть турниров в финал одиночного соревнования более одного раза смогли пробиться лишь представительницы Румынии.
Шесть раз в финалах парного турнира играли мононациональные пары. Причём единожды — в самый первый год — в финале играли сразу четыре теннисистки из одной страны.
Уроженцы бывшего СССР пять раз добирались до финала этих соревнований, при этом выиграв лишь один титул — Анастасия Екимова завоевала главный приз одиночного турнира 2009 года.

### Изменения призового фонда
| Годы      | Размер фонда |
| --------- | ------------ |
| 2007—2008 | 25 000 USD   |
| 2009      | 50 000 USD   |
| 2010      | 75 000 USD   |
| 2011—2012 | 100 000 USD  |
| 2013      | 125 000 USD  |

## Финалисты разных лет

### Одиночный турнир
| Год    | Чемпион            | Финалист             | Счёт        |
| Кали   | Кали               | Кали                 | Кали        |
| ------ | ------------------ | -------------------- | ----------- |
| 2013   | Лара Арруабаррена  | Каталина Кастаньо    | 6-3 6-2     |
| 2012   | Александра Дулгеру | Мэнди Минелла        | 6-3 1-6 6-3 |
| 2011   | Ирина-Камелия Бегу | Лаура Поус-Тио       | 6-3 7-6(1)  |
| 2010   | Полона Херцог      | Мариана Дуке-Мариньо | 6-4 5-7 6-2 |
| 2009   | Анастасия Екимова  | Росана де лос Риос   | 6-3 6-0     |
| 2008   | Матильда Юханссон  | Екатерина Шулаева    | 3-6 6-0 6-1 |
| Богота |                    |                      |             |
| 2007   | Тельяна Перейра    | Фредерика Пиедаде    | 7-6(2) 6-2  |

### Парный турнир
| Год  | Чемпионы                               | Финалисты                              | Счёт              |
| ---- | -------------------------------------- | -------------------------------------- | ----------------- |
| 2013 | Каталина Кастаньо Мариана Дуке-Мариньо | Флоренсия Молинеро Тельяна Перейра     | 3-6 6-1 [10-5]    |
| 2012 | Карин Кнапп Мэнди Минелла              | Ралука Олару Александра Каданцу        | 6-4 6-3           |
| 2011 | Ирина-Камелия Бегу Елена Богдан        | Екатерина Иванова Катрин Вёрле         | 2-6 7-6(6) [11-9] |
| 2010 | Эдина Галловиц Полона Херцог           | Эстрелья Кабеса-Кандела Лаура Поус-Тио | 3-6 6-3 [10-8]    |
| 2009 | Бетина Хосами Аранча Парра Сантонха    | Фредерика Пиедаде Анастасия Екимова    | 6-3 6-1           |
| 2008 | Майлен Ору Эстефания Красьюн           | Мелани Клаффнер Ксения Милевская       | 6-1 6-4           |
| 2007 | Жоана Кортес Роксана Вайсемберг        | Ана-Клара Дуарте Тельяна Перейра       | 5-7 6-4 6-4       |